# Comines (Nord)
Comines település Franciaországban, Nord megyében. Lakosainak száma 12 649 fő (2022. január 1.). Comines Comines, Warneton, Wervicq-Sud, Deûlémont, Linselles, Quesnoy-sur-Deûle és Wervik községekkel határos.

## Népesség
A település népességének változása:
| Lakosok száma | 12 564 | 12 420 | 12 468 | 12 358 | 12 498 | 12 788 | 12 749 | 12 671 | 12 649 |
|               | 2013   | 2015   | 2016   | 2017   | 2018   | 2019   | 2020   | 2021   | 2022   |